# John A. Musick
John Andrew „Jack“ Musick (* 12. Januar 1941 in Trenton, New Jersey; † 13. Februar 2021 in Gloucester, Virginia) war ein US-amerikanischer Ichthyologe, der sich vornehmlich mit der Biologie, Erhaltung und Bewirtschaftung von Haien befasste, sich jedoch auch Knochenfischen, Meeresschildkröten, der Meeresökologie sowie dem Naturschutz und der Fischerei im Allgemeinen widmete.

## Leben
Musick war das einzige Kind von John A. Musick und Helen Blaskovitz Musick. Sein Vater war Anwalt bei der Staatsanwaltschaft von Mercer County. Bereits in seiner Kindheit sammelte Musick größere und kleinere Tiere, darunter Schlangen, Frösche, Kröten, Würmer, Käfer und mitunter einen verendeten Vogel, den er im Keller des Elternhauses studieren durfte.
Nach dem frühen Tod seines Vaters wurde Musick im Alter von 12 Jahren von seiner Mutter, einer Sekretärin beim New Jersey Fish and Game Department, in seiner Leidenschaft für die Ichthyologie unterstützt. Sie schuf ein unterstützendes Umfeld, um sein wachsendes Interesse an Fischarten zu fördern, insbesondere an solchen, die er an der Küste von New Jersey fangen konnte. Seine Onkel und Freunde trugen ebenfalls zur Entwicklung seiner Begeisterung für die Meeresfauna bei.
In der High School war er Präsident des Naturforscherclubs der Schule und unterhielt in seinem Keller einen kleinen Zoo, in dem sich zeitweise acht Schlangen, acht Eidechsen, sieben Schildkröten verschiedener Arten, zwei Molche, ein Mississippi-Alligator und ein Nordopossum befanden. Diese dienten als Grundlage für Vorträge, die er vor Museen, Kirchen, Junior High Schools und Pfadfindergruppen in der Umgebung hielt. Musick schloss 1958 die Trenton High School ab und erlangte 1962 einen Bachelor of Science an der Rutgers University in New Brunswick, New Jersey.
Danach schrieb sich Musick an der Harvard University ein, wo er 1964 den Masterabschluss erwarb und 1970 unter der Leitung von Giles W. Mead mit der Dissertation The Comparative Biology of Two American Atlantic Hakes, Urophycis chuss and U. tenuis (Pisces, Gadidae) zum Ph.D. promoviert wurde. Während seines Studiums nahm Musick an Feldforschungen auf der ganzen Welt teil, darunter eine Tiefseeforschungsfahrt im Jahr 1966 vor der Küste Chiles, eine Reise nach Panama und – für seine Forschungen über die Gabeldorsche (Phycidae) – in den Sankt-Lorenz-Golf.
Musick führte auch Studien in akademischen Einrichtungen aller Art durch, darunter im Museum of Comparative Zoology der Harvard University und im Labor des Bureau of Commercial Fisheries in Woods Hole, Massachusetts (heute das Northeast Fisheries Science Center der National Oceanic and Atmospheric Administration). Noch vor Abschluss seiner Promotion wurde Musick 1968 in einem Labor in Gloucester Point, Virginia, als Dozent für das vom College of William & Mary (W&M) angebotene Programm für Meereskunde eingestellt. Zu dieser Zeit war dies ein relativ kleines Meereslabor, das erst 28 Jahre zuvor als Virginia Fisheries Laboratory (VFL) in Yorktown, Virginia, gegründet worden war.
Das VFL, das im Jahr 1950 seine Räumlichkeiten von Yorktown nach Gloucester Point verlegte, wurde 1962 in Virginia Institute of Marine Science (VIMS) umbenannt, um der zunehmenden Bedeutung und dem Einfluss auf die Meereswissenschaften Rechnung zu tragen. Nach der Ankunft von Musick wurde das VIMS vorübergehend von der University of Virginia (UVA) verwaltet, wodurch Musick von 1969 bis 1979 formal als Assistant Professor an der UVA tätig war, während alle Studenten ihren Abschluss an der College of William & Mary erlangten.
Nach seiner Beförderung zum außerordentlichen Professor im Jahr 1979 wandelte sich Musicks Zugehörigkeit zum College of William & Mary, die zu diesem Zeitpunkt die vollständige Verantwortung für das VIMS trug. Im Laufe seiner Karriere erreichte er diverse akademische Grade und bekleidete schließlich die Position eines Professors für Meereswissenschaften sowie die Leitung des Programms für Wirbeltierökologie und Systematik am VIMS. Im Jahr 1999 wurde er zum ersten Inhaber des Marshall-Acuff-Lehrstuhls für Meereswissenschaften am VIMS ernannt, eine Funktion, die er bis zu seiner Pensionierung im Jahr 2008 ausübte. Musick war zudem in der Lehre tätig und betreute Studierende an der Graduate School of Marine Science der W&M sowie am VIMS.
Von 1971 bis 2010 betreute Musick insgesamt 87 Hochschulabsolventen, darunter 50 Doktoranden und 37 Masterstudierende. Unter diesen war er der Hauptbetreuer von vier Doktoranden aus Brasilien und fungierte als Ausschussmitglied für zahlreiche weitere brasilianische Studierende. Diese enge Verbindung zur brasilianischen Forschung resultierte in der Publikation von über 250 wissenschaftlichen Arbeiten zu 68 Arten, wobei der Schwerpunkt auf Süßwasserstechrochen (Familie Potamotrygonidae) lag. Diese Arbeiten wurden von vier „akademischen Generationen“ brasilianischer Wissenschaftler verfasst, die aus Musicks Forschungslabor hervorgegangen sind.
Als Musick am VIMS eintrat, pflegte er eine enge Zusammenarbeit mit Daniel Morris Cohen (1930–2016), der als Mitglied seines Dissertationsausschusses fungierte und zu der Zeit Direktor des National Systematics Laboratory war.
Während seiner Zeit am VIMS bot Musick diverse Kurse für Hochschulabsolventen an, darunter Biologische Ozeanographie für Fortgeschrittene, Meeresfischereiwissenschaft und Ichthyologie, sowie zahlreiche Spezialkurse und Gastvorlesungen in Naturschutzbiologie, Tiefseebiologie und Grundlagen der Meereskunde.
Nach 40 Jahren an der VIMS-Fakultät wurde Musick 2008 emeritiert.
Zwischen 1969 und 2016 veröffentlichte Musick insgesamt 167 wissenschaftliche Arbeiten, von denen ein signifikanter Teil (41,3 %) Knorpelfische, zum Thema hatte (69 Arbeiten). Darüber hinaus behandelten seine Veröffentlichungen ein breites Spektrum an Taxa und Themen: 39 Arbeiten (23,4 %) fokussierten auf Knochenfische, 37 (22,2 %) auf Reptilien, insbesondere Meeresschildkröten, drei (1,8 %) auf Krebstiere, zwei (1,2 %) auf Meeressäugetiere sowie 17 (10,2 %) allgemeine Aspekte der marinen Fischbestände, deren Erhaltung und Bewirtschaftung.
Die ersten zwölf Publikationen von Musick, einschließlich seiner ersten Veröffentlichung in der Fachzeitschrift Copeia, verdeutlichen die breite Ausrichtung seiner Forschung. Diese umfassen Studien über verschiedene Fischarten wie Knochenfische, Plattenkiemer, die Auswirkungen von Schadstoffen auf Fischereiprodukte, die Ichthyofauna der Chesapeake Bay sowie marine Fischgemeinschaften. Des Weiteren sind diverse Arbeiten zu anderen Taxa wie Krebstieren, Schildkröten und Schlangen dokumentiert.
In seiner akademischen Laufbahn war Musick auch Mitautor und Herausgeber von 14 wissenschaftlichen Büchern und Konferenzberichten zu Themen wie der Biologie von Haien, Meeresschildkröten und Quastenflossern. Außerdem war er Mitautor von acht Fachbüchern, darunter vier gemeinsam mit seiner Frau, der Wissenschaftsautorin Beverly McMillan, die er 1991 heiratete und mit der er zwei Töchter hatte. Ihr gemeinsam verfasstes Werk The Shark Chronicles dokumentiert Musicks Leben und seine Forschung zu Haien, einschließlich seiner Interaktionen mit Freunden, Studenten und Kollegen. Ein besonders einflussreicher Sammelband, den Musick herausgab, trägt den Titel Life in the Slow Lane: Ecology and Conservation of Long-lived Marine Animals. Darüber hinaus verfasste er zwei Versionen eines Faunenführers über die Fische der Chesapeake Bay, eine in Buchform (1997) und eine aktualisierte, neu illustrierte Feldführerausgabe (2013).
Musick agierte als wissenschaftlicher Berater des US Joint Oceans Committee und war mehrfach Mitglied der Shark Specialist Group der International Union for the Conservation of Nature (IUCN). Darüber hinaus war er in diversen technischen und beratenden Ausschüssen tätig, die staatliche Ressourcenverwaltungsbehörden, den Mid-Atlantic Fisheries Management Council sowie die Atlantic States Marine Fisheries Commission und NOAA/NMFS unterstützen.
Von 1989 bis 1994 war er im Vorstand des Coelacanth Conservation Council aktiv und spielte eine maßgebliche Rolle bei der erfolgreichen Beantragung, den Komoren-Quastenflosser (Latimeria chalumnae) in Anhang 1 des Washingtoner Artenschutzübereinkommens (CITES) aufzunehmen. In Virginia übernahm er die Koordination für gestrandete Meeressäuger (1987–1992) sowie Meeresschildkröten (1979–2007). Musick war Ko-Vorsitzender der IUCN Shark Specialist Group, die ihn in zahlreiche Regionen wie Europa, Afrika (Südafrika und Simbabwe), Japan, Borneo und Südostasien führte und es ihm ermöglichte, sich für den globalen Schutz von Haien einzusetzen. Diese Arbeit wurde in verschiedenen wissenschaftlichen Publikationen dokumentiert.
Im Jahr 1967 übernahm Musick die ichthyologische Sammlung am Virginia Institute of Marine Science, die zu diesem Zeitpunkt vorwiegend aus unkatalogisierten Lehr- und regionalen Referenzexemplaren bestand. Diese Kollektion war in einem kleinen Raum untergebracht, der nur begrenzten Platz bot und überwiegend Fische aus der mittelatlantischen Region enthielt, abgesehen von einer Sammlung antarktischer Fische, die 1960 von dem Parasitologen William J. Hargis, Jr. (1923–2008), dem langjährigen Dekan und Direktor des VIMS, angelegt worden war. Unter Musicks Leitung, unterstützt durch die Initiative seiner Studierenden, die häufig Aufgaben des Sammlungsmanagements übernahmen, erlebte die Sammlung, die heute als Nunnally-Ichthyologie-Sammlung bekannt ist, ein erhebliches Wachstum. Der Standort wechselte von einem engen Raum in den Keller einer renovierten Maschinenhalle und schließlich in ein neu errichtetes Gebäude, das 1992 mit Mitteln der National Science Foundation (NSF) und kompakten Regalsystemen ausgestattet wurde.
Musicks Forschungsprojekte, wie die Untersuchung von Haifischbeständen und das Roanoke Roundup, sowie weitere Faunadokumentationsprojekte, trugen wesentlich zum Aufbau bedeutender Sammlungen bei, die bis heute genutzt werden. Darüber hinaus ermöglichten seine Arbeiten zur Ichthyofauna der Chesapeake Bay, ergänzt durch Überwachungserhebungen am VIMS, die Erweiterung der Sammlungen in der Bucht und ihren Nebenflüssen. Musick akquirierte auch bedeutende verwaiste Sammlungen vom Chesapeake Bay Laboratory und der University of Richmond.
Die Nunnally-Ichthyologie-Sammlung umfasst rund 380.000 Proben, wovon 45.000 katalogisiert sind. Sie dient einer breiten Gemeinschaft von Wissenschaftlern im Bereich der Grundlagen- und angewandten Forschung sowie Fischereimanagern und stellt eine bedeutende Ressource für die Öffentlichkeitsarbeit vor Ort dar.
Obwohl die Sammlung global ausgerichtet, fokussiert sie sich im Wesentlichen auf marine, ästuarine und limnische Fischarten aus der Chesapeake Bay, deren Nebenflüssen sowie den Küstengewässern Virginias und den tiefen Gewässern des westlichen Nordatlantiks. Besondere Aufmerksamkeit gilt den Oberläufen der Chesapeake und Delaware Bays sowie den Fließgewässern und Seen Virginias. Unter den als „bedeutend“ geltenden Exemplaren der VIMS-Sammlung, die von Musick akquiriert wurden, befindet sich ein Komoren-Quastenflosser aus dem Indischen Ozean (VIMS 8118; CCC 141). Dieses Exemplar stammt aus einer Expedition des Explorers Club im Jahr 1986 und ist eines von zwei Exemplaren dieser Art; das zweite Exemplar wurde als Dauerleihgabe an die University of Kansas übergeben (KUI 22082, früher VIMS 8117; CCC 140).
Im Januar 1988 veranstaltete Musick am VIMS eine Sektionsgruppe, die sich mit der Biologie des Komoren-Quastenflossers beschäftigte und an der Teilnehmer von verschiedenen Institutionen, darunter die Johns Hopkins University, die Southeastern Massachusetts University (heute University of Massachusetts Dartmouth), die University of Kansas und die University of Washington teilnahmen. Ziel dieser Gruppe war die Anwendung neuartiger Methoden und Ansätze zur Untersuchung dieser Art, einschließlich der biochemischen und physiologischen Analyse von Geweben, die über 60 Forschern weltweit zur Verfügung gestellt wurden. Das Exemplar VIMS 8118 wurde am Riverside Hospital in Newport News, Virginia, mittels Computertomografie (CT) und Magnetresonanztomographie (MRT) untersucht und ist damit eines der ersten Fischpräparate, das diese bildgebenden Verfahren zur Untersuchung anatomischer Strukturen verwendete. Diese Techniken finden seither immer mehr Anwendung in anatomischen und systematischen Studien.
Im Laufe seiner Karriere veröffentlichte Musick ausführlich über alle Aspekte der Biologie der Plattenkiemer, darunter auch Beiträge zur Morphologie der Haie, Populationsgenetik, Biogeographie, Reproduktionsbiologie und Evolution, Physiologie, trophische Biologie, Ökologie und Lebensraumnutzung, Lebensweise, sowie Fischereierhaltung und -management. Als leidenschaftlicher Haischützer war Musick maßgeblich daran beteiligt, den Kongress der Vereinigten Staaten davon zu überzeugen, Gesetzgebung zur Regulierung der kommerziellen Haifischerei an der Ostküste zu regulieren und gleichzeitig die Freizeitfischerei zu unterstützen. In den frühen 1970er Jahren gründete er am VIMS eine der weltweit längsten Serien jährlicher Haiuntersuchungen.
Diese Initiative, die von George Burgess, Gregor Cailliet und Robert Hueter unterstützt wurde, führte zur Gründung des National Shark Research Consortium (NSRC). Dieses Konsortium umfasst das Shark Research Program am Virginia Institute of Marine Science, das Center for Shark Research am Mote Marine Laboratory, das Florida Program for Shark Research an der University of Florida sowie das Pacific Shark Research Center in den Moss Landing Marine Laboratories. Während seiner fünfjährigen Tätigkeit beantragte das NSRC beim US-Kongress die Bereitstellung von über 8 Milliarden US-Dollar im Bundeshaushalt, um mehr als 120 verschiedene Forschungsprojekte durchzuführen. Diese Projekte resultierten in über 360 Publikationen und Dissertationen, führten zur Vergabe von mehr als 100 akademischen Abschlüssen und generierten entscheidende Daten für die Bestandsbewertungen von Hai- und Rochenarten in den Vereinigten Staaten sowie für globale Erhebungen über den Zustand dieser Fischgruppen.
Obwohl Musick vor allem für seine Forschungen über Haie bekannt war, interessierte er sich auch intensiv für die Biologie von Knochenfischen. Seine Veröffentlichungen über Strahlenflosser umfassten das gesamte phylogenetische Spektrum, einschließlich Störe (Acipenseridae), Knochenhechte (Lepisosteidae), Dornrückenaale (Notacanthidae), Dorsche (Gadidae), Grenadierfische (Macrouridae), Tiefseedorsche (Moridae), Großschuppenfische (Melamphaeidae), Bartmännchen (Ophidiidae), Flundern (Pleuronectidae), Seepferdchen und Seenadeln (Syngnathidae), Scheibenbäuche (Liparidae), Umberfische (Sciaenidae), Meerbrassen (Sparidae) und Seeteufel (Lophiidae), neben anderen Taxa. Viele dieser Studien entsprangen seinem allgemeinen Interesse an Tiefsee-Ökosystemen und Tiefseefischen darunter Arbeiten über Blaumäulchen (Helicolenus dactylopterus), Nagelhaie (Echinorhinus brucus) und Triglops murrayi.
In den 1970er Jahren initiierte Musick eine Vielzahl von Tiefseeforschungsfahrten vor der Ostküste der Vereinigten Staaten, unter Einsatz verschiedener Schiffe (Columbus Iselin, Advance II, James M. Gilliss und Anton Dohrn), wobei er sich auf die systematische Erfassung der benthischen Ichthyofauna konzentrierte. Diese Expeditionen dienten als Ausgangspunkt für zahlreiche biowissenschaftliche Studien über die Biologie von Tiefseefischen sowie anderen Organismen. Musicks bedeutendstes Tiefseeprojekt war die zweimonatige MARE-Expedition im Jahr 1986, die von Miami zu den Azoren und den Kanarischen Inseln führte. Ziel dieser vom Telekommunikationsunternehmen AT&T finanzierten Reise, die von Guido Dingerkus (1953–2004) und Musick geleitet wurde, war die Untersuchung von Haiverbissen auf Prototypen von Seekabeln mit dem Ziel, die betroffenen Haiarten zu identifizieren und geeignete Präventionsmaßnahmen zu entwickeln. Die MARE-Kreuzfahrt erbrachte umfassende Daten zur Biologie und Verbreitung von Tiefseehaien, was zur Ergänzung der Sammlungen des American Museum of Natural History (AMNH) um 350 Haivorfälle führte. Ende der 1970er Jahre rief Musick ein Forschungsprogramm zur Untersuchung von Meeresschildkröten am VIMS ins Leben. Dies führte zu einer umfangreichen und produktiven Reihe von Studien zur Biologie und zum Schutz von Meeresschildkröten sowie mehreren Publikationen.

## Mitgliedschaften
Musick war Mitglied in der American Society of Ichthyologists and Herpetologists (ASIH), der Sociedade Brasileira para o Estudo de Elasmobrânquios (SBEEL), der Atlantic Estuarine Research Society, der Ecological Society of America, der International Sea Turtle Society (ISTS), der Society for Conservation Biology und dem Southeastern Fishes Council. Musick gehörte zu den Gründungsmitgliedern der American Elasmobranch Society, war 1991 deren Präsident, von 1994 bis 2015 Vorsitzender und Ko-Vorsitzender des Conservation Committee sowie für zwei Perioden Vorstandsmitglied (1985–1996, 2000–2005). Er war 1981 Gründungsmitglied der ISTS, von 1991 bis 2000 Mitglied des Verwaltungsrats sowie von 1994 bis 1995 Präsident. Aufgrund seines Interesses an ichthyologischen und herpetologischen Themen war Musick auch langjähriges Mitglied (ab 1962) der ASIH und gehörte von 1975 bis 1975 dem Vorstand sowie ab 1994 dem Endangered Species Committee an.
Er war der Gastgeber der 55. Jahrestagung der ASIH, die im Juni 1975 in Williamsburg, Virginia, stattfand. Außerdem war Musick langjähriges Mitglied der American Fisheries Society (AFS, ab 1961), gehörte von 1994 bis 2002 dem Endangered Species Committee an, führte von 1996 bis 2007 den Vorsitz des Ausschusses für gefährdete Meeresfische und war 2008 Präsident des Tidewater Chapter der AFS.

## Auszeichnungen und Dedikationsnamen
In seiner Rolle als VIMS-Professor erhielt Musick zahlreiche Auszeichnungen, darunter den Lifetime Achievement Award in der Wissenschaft des Commonwealth of Virginia (2008), den Outstanding Faculty Award des State Council for Higher Education in Virginia (2001), den Distinguished Researcher Award der School of Marine Science am College of William & Mary, und den Thomas Ashley Graves Award for Sustained Excellence in Teaching am College of William & Mary (1997). Ferner erhielt er den Distinguished Service and Leadership Award der American Elasmobranch Society (AES, 1991), den Distinguished Service Award der American Fisheries Society (AFS, 2000) und den Excellence in Fisheries Education (2002) der AFS. Musick wurde zum Fellow der AFS (2015), zum National Fellow des Explorers Club, New York (1989), zum 9. Distinguished Fellow der AES (2009) und zum Fellow der American Association for the Advancement of Science (AAAS, 1985) „für Beiträge zur Ökologie und Zoogeographie mariner Wirbeltiere, zum Schutz gefährdeter Arten und zur Graduiertenausbildung in Meereswissenschaften“ gewählt. Im Jahr 2017 wurde Musick mit dem Lifetime Achievement Award der International Sea Turtle Society (ISTS) ausgezeichnet.
2021 wurde die Art Stellifer musicki aus der Familie der Umberfische (Sciaenidae) nach Musick benannt.